# Rhipidocladum neumannii
Rhipidocladum neumannii là một loài thực vật có hoa trong họ Hòa thảo. Loài này được Sulekic, Rúgolo & L.G.Clark miêu tả khoa học đầu tiên năm 1999.